# Самоорганизация
Самоорганиза́ция — процесс упорядочения элементов одного уровня в системе за счёт внутренних факторов, без специфического внешнего воздействия, хотя внешние условия могут иметь как стимулирующий, так и подавляющий эффект. В ходе самоорганизации некоторая форма общего порядка возникает из локальных взаимодействий между частями изначально неупорядоченной системы. Процесс может быть спонтанным, когда имеется достаточное количество энергии, не требующей контроля со стороны внешнего агента.
Результат — появление единицы следующего качественного уровня. В зависимости от подхода к описанию самоорганизации в определение включают характеристики системы, тип внутреннего фактора, особенности процесса. Полученная в результате организация полностью децентрализована, распределена по всем компонентам системы. Как правило, организация устойчива и способна пережить или самостоятельно устранить существенные возмущения. Теория хаоса рассматривает самоорганизацию в терминах островов предсказуемости в море хаотической непредсказуемости. Самоорганизация происходит во многих физических, химических, биологических, роботизированных и когнитивных системах. Примеры самоорганизации включают кристаллизацию, тепловую конвекцию жидкостей, химические колебания, роение животных, нервные сети и теневую экономику.
Очень близким к явлению самоорганизации является явление самоупорядоченности систем (то есть более узким по отношению к самоорганизации понятием).
Самоорганизация используется как в физике неравновесных процессов, так и в химических реакциях, где она часто описывается как самосборка. В биологии эта концепция применяется от молекулярного до экосистемного уровня. Приведенные примеры самоорганизующегося поведения также встречаются в литературе многих других дисциплин, как в естественных, так и в социальных науках, таких как экономика или антропология. Самоорганизация также наблюдалась в математических системах, таких как клеточные автоматы. Самоорганизация связана с концепцией эмерджентности.

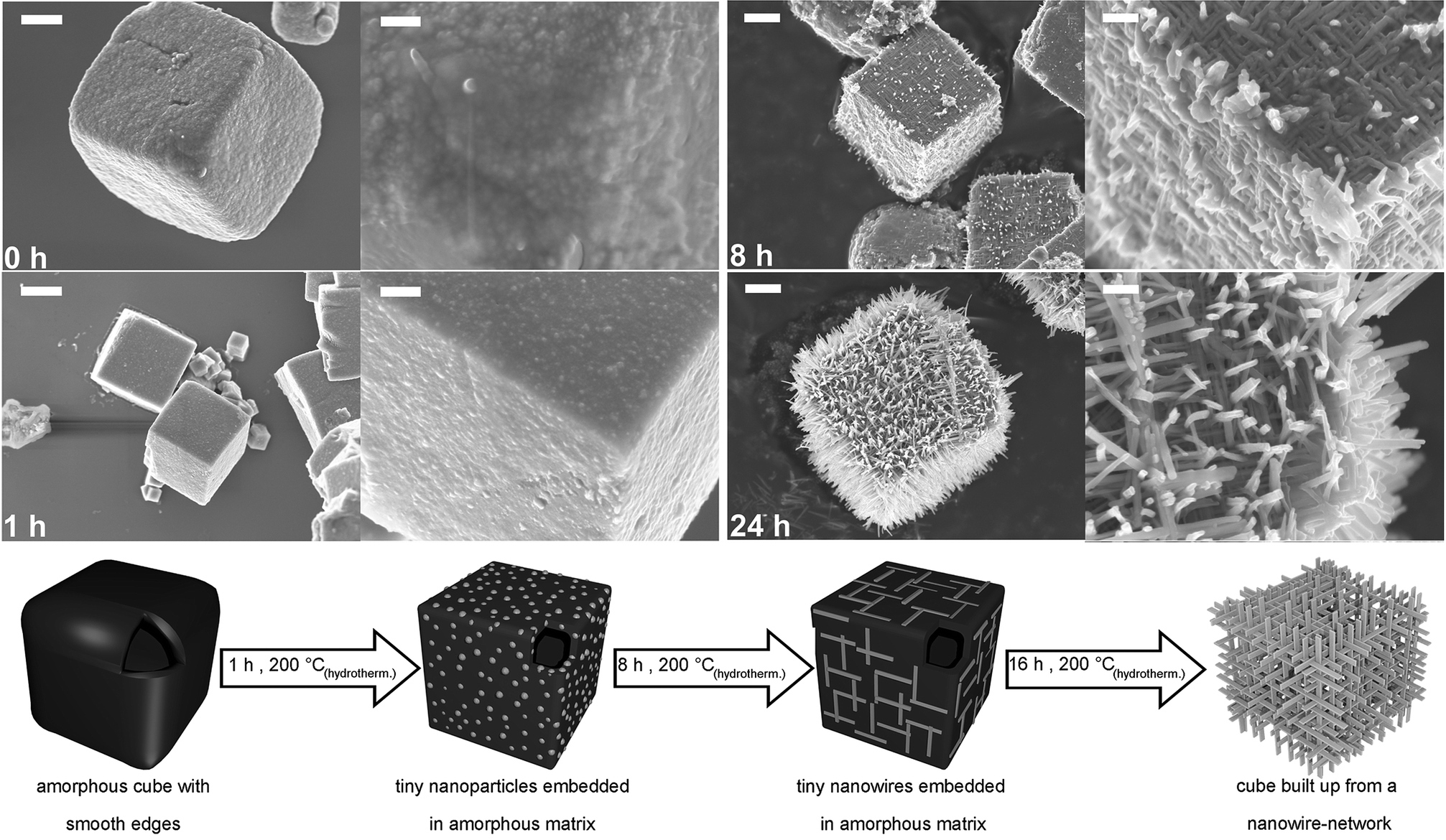
Самоорганизация в микронных кубиках Nb3O7(OH) при гидротермальной обработке при температуре 200 °C. Первоначально аморфные кубы постепенно превращаются в упорядоченные трехмерные сетки кристаллических нитевидных нанокристаллов.

Самоорганизация опирается на четыре основных компонента:
- сильная динамическая нелинейность, часто, хотя и не обязательно включающая положительную и отрицательную обратную связь
- баланс использования и исследования
- множественные взаимодействия
- наличие энергии (для преодоления естественной энтропии)

## Принципы
Кибернетик Уильям Росс Эшби сформулировал оригинальный принцип самоорганизации в 1947 году. Он утверждает, что любая детерминированная динамическая система автоматически эволюционирует к состоянию равновесия, которое может быть описано в терминах аттрактора в бассейне окружающих состояний. Оказавшись там, дальнейшая эволюция системы вынуждена оставаться в аттракторе. Это ограничение подразумевает определенную форму взаимной зависимости или координации между составляющими её компонентами или подсистемами. В терминах Эшби, каждая подсистема адаптировалась к окружающей среде, сформированной всеми другими подсистемами.
Кибернетик Хейнц фон Фёрстер сформулировал принцип «порядка из шума» в 1960 году. Он отмечает, что самоорганизации способствуют случайные возмущения («шум»), которые позволяют системе исследовать множество состояний в ее пространстве состояний. Это увеличивает вероятность того, что система попадет в бассейн «сильного» или «глубокого» аттрактора, из которого она затем быстро войдет в сам аттрактор. Биофизик Анри Атлан развил эту концепцию, предложив принцип «сложности от шума» (фр.le principe de complexité par le bruit). Термодинамик Илья Пригожин сформулировал аналогичный принцип как «порядок через флуктуации» или «порядок из хаоса». Он применяется в методе имитации отжига для решения задач и машинного обучения.

## История
Идея о том, что динамика системы может привести к увеличению ее организации, имеет долгую историю. Древние атомисты, такие как Демокрит и Лукреций, считали, что проектирующий разум не нужен для создания порядка в природе, утверждая, что при достаточном количестве времени, пространства и материи порядок возникает сам по себе.
Гипотеза об упорядочении в системе за счёт её внутренней динамики высказывалась философом Р. Декартом в пятой части «Рассуждения о методе». Позже он подробно разработал эту идею в так и не опубликованной книге «Le Monde».
Иммануил Кант использовал термин «самоорганизация» в своей «Критике способности суждения» 1790 года, где он утверждал, что телеология является значимым понятием только в том случае, если существует такая сущность, части или «органы» которой одновременно являются целью и средствами. Такая система органов должна быть способна вести себя так, как будто у нее есть собственный разум, то есть она способна управлять собой. И. Кант выдвинул небулярную гипотезу, согласно которой планеты образовались из туманности за счёт притяжения и отталкивания, внутренне присущих материи.
Необходимо заметить, что представления о спонтанном возникновении порядка и самоорганизации нетождественны. Атомизм Демокрита или статистика Больцмана рассматривают возникновение порядка как случайность, причём категория порядка является субъективной, наличие порядка кажущееся.
Второй закон термодинамики, открытый Сади Карно и Рудольфом Клаузиусом в 19 веке, утверждает, что полная энтропия, иногда понимаемая как беспорядок, всегда будет увеличиваться с течением времени в изолированной системе. Это означает, что система не может самопроизвольно увеличивать свой порядок без внешней связи, которая уменьшает порядок в других частях системы (например, за счет потребления низкоэнтропийной энергии батареи и рассеивания высокоэнтропийного тепла).
В 1947 году термин появился в научной публикации Уильяма Эшби (англ. W. R. Ashby) «Principles of the Self-Organizing Dynamic System». В 1960-е годы термин использовался в теории систем, а в 1970-е — 1980-е стал использоваться в физике сложных систем.
В 2008-09 гг. начала формироваться концепция управляемой самоорганизации. Этот подход направлен на регулирование самоорганизации для конкретных целей, чтобы динамическая система могла достичь определенных аттракторов или результатов. Регулирование ограничивает самоорганизующийся процесс внутри сложной системы, ограничивая локальные взаимодействия между компонентами системы, а не следуя явному механизму управления или глобальному плану проектирования. Желаемые результаты, такие как увеличение результирующей внутренней структуры и/или функциональности, достигаются путем объединения независимых от задач глобальных целей с зависящими от задач ограничениями на локальные взаимодействия.
Г. Хакен — основатель синергетики определил её как науку о самоорганизации. До XXI века синергетика казалась монополистом на описание самоорганизации. В связи с сотрудничеством представителей естественных наук в области нанотехнологий выяснилось, что термин самоорганизация в области супрамолекулярной химии и эволюционной биологии определен иным образом, не как в синергетике. Кроме того, определение, данное в рамках синергетики, благодаря междисциплинарности этой науки, расплылось по разным дисциплинам, стало нечётким.

## Физика

Конвекционные ячейки в гравитационном поле.

Многие самоорганизующиеся явления в физике включают фазовые переходы и спонтанное нарушение симметрии, такие как спонтанное намагничивание и рост кристаллов в классической физике, а также лазеры, сверхпроводимость и конденсацию Бозе-Эйнштейна в квантовой физике. Их можно наблюдать в динамических системах, в трибологии, в спиновой пене и в петлевой квантовой гравитации, в речных бассейнах и дельтах, в дендритном затвердевании и в турбулентной структуре.

## Химия
Самоорганизация в химии включает молекулярную самосборку, реакционно-диффузионные системы и осциллирующие реакции, автокаталитические сети, жидкие кристаллы, сеточные комплексы, коллоидные кристаллы, самособирающиеся монослои, мицеллы, микрофазное разделение блоков сополимеров и пленки Ленгмюра-Блоджетта.

## Биология
Самоорганизация в биологии может наблюдаться в спонтанном фолдинге белка и других биомакромолекул, образовании липидных бислойных мембран, формировании паттернов и морфогенезе в биологии развития, координации движений человека, социальном поведении насекомых (пчел, муравьев, термитов) и млекопитающих, а также стайном поведении птиц и рыб.
Математический биолог Стюарт Кауфман и другие структуралисты предположили, что самоорганизация может играть роль наряду с естественным отбором в трех областях эволюционной биологии, а именно в популяционной динамике, молекулярной эволюции и морфогенезе. Однако при этом не учитывается существенная роль энергии в управлении биохимическими реакциями в клетках. Системы реакций в любой клетке являются самокатализирующимися, а не просто самоорганизующимися, поскольку они являются открытыми термодинамическими системами, зависящими от непрерывного получения энергии. Самоорганизация не является альтернативой естественному отбору, но она ограничивает то, что может сделать эволюция, и обеспечивает такие механизмы, как самосборка мембран, которые затем использует эволюция.

## Информатика
Многие явления из математики и информатики, такие как клеточные автоматы, случайные графы и некоторые примеры эволюционного моделирования и искусственной жизни, проявляют черты самоорганизации. В роевой робототехнике самоорганизация используется для создания эмерджентного поведения. В частности, теория случайных графов была использована в качестве обоснования самоорганизации как общего принципа сложных систем. Проектирование мультиагентных систем, способных представлять самоорганизующееся поведение, является активной областью исследований. Оптимизационные алгоритмы можно считать самоорганизующимися, поскольку они направлены на поиск оптимального решения задачи. Если решение рассматривается как состояние итерационной системы, то оптимальным решением является сходящаяся структура системы. Самоорганизующиеся сети включают сети «Мир тесен», самостабилизацию и безмасштабные сети. Они возникают в результате взаимодействия снизу вверх, в отличие от нисходящих иерархических сетей внутри организаций, которые не являются самоорганизующимися. Облачные вычислительные системы по своей сути самоорганизуются и обладают некоторой автономией, но не являются самоуправляемыми, поскольку не преследуют цели снижения собственной сложности.

## Кибернетика
Норберт Винер рассматривал автоматическую последовательную идентификацию черного ящика и его последующее воспроизведение как самоорганизацию в кибернетике. Важность фазовой блокировки или «притяжения частот», как он это называл, обсуждается во 2-м издании его книги «Кибернетика: управление и связь в животном и машине». Эрик Дрекслер рассматривает саморепликацию как ключевой шаг в наноассемблере. В 1970-х годах Стаффорд Бир рассматривал самоорганизацию как необходимую для автономии в живых системах. Он применил свою модель жизнеспособной системы в менеджменте. Данная модель состоит из пяти частей: мониторинг эффективности процессов выживания (1), управление ими путем рекурсивного применения регуляции (2), гомеостатический операционный контроль (3) и развитие (4), которые производят поддержание идентичности (5) в условиях возмущения окружающей среды. Особое внимание уделяется тревожной обратной связи «альгедоновой петли»: чувствительности как к боли, так и к удовольствию, вызванной недостаточной или чрезмерной производительностью по сравнению со стандартной способностью.

## В обществе

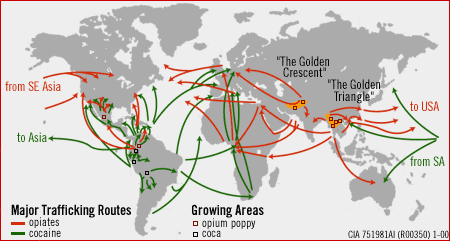
Социальная самоорганизация на международных путях наркотрафика

Самоорганизующееся поведение социальных животных и самоорганизация простых математических структур предполагают, что самоорганизация должна быть и в человеческом обществе. Основными признаками самоорганизации обычно являются статистические свойства, общие для самоорганизующихся физических систем. Например, такие, как критическая масса, стадное поведение, групповое мышление и другие, изобилуют в социологии, экономике, поведенческих финансах и антропологии.
В социальной теории понятие самореферентности было введено Никласом Луманом как социологическое применение теории самоорганизации. Для Лумана элементы социальной системы являются самопроизводящими коммуникациями, то есть коммуникация производит дальнейшие коммуникации, и, следовательно, социальная система может воспроизводить себя, пока существует динамическая коммуникация. В теории Лумана люди — это сенсоры в системной среде. Луман разработал эволюционную теорию общества и его подсистем, используя функциональный анализ и теорию систем.

### В экономике
В экономической науке рыночную экономику иногда называют самоорганизующейся. Пол Кругман писал о роли рыночной самоорганизации в деловом цикле в своей книге «Самоорганизующаяся экономика». Фридрих Хайек ввел термин «каталлактика» для описания «самоорганизующейся системы добровольного сотрудничества» в отношении спонтанного порядка свободной рыночной экономики. Неоклассические экономисты считают, что навязывание централизованного планирования обычно делает самоорганизующуюся экономическую систему менее эффективной. С другой стороны, экономисты считают, что провалы рынка настолько значительны, что самоорганизация приводит к плохим результатам и что государство должно направлять производство и ценообразование. Большинство экономистов занимают промежуточную позицию и рекомендуют сочетание характеристик рыночной и командной экономики, называемое смешанной экономикой.

### В обучении
Предоставление другим возможности «научиться учиться» часто понимается как указание им, как подчиняться тому, чтобы их учили. Самоорганизованное обучение отрицает, что «эксперт знает лучше» или что существует «один лучший метод», настаивая вместо этого на «построении личностно значимого, релевантного и жизнеспособного смысла», который должен быть проверен учеником опытным путем. Оно рассматривается как процесс на протяжении всей жизни, не ограниченный конкретной средой обучения (дом, школа, университет) или находящийся под контролем таких авторитетов, как родители и преподаватели. Полученные знания необходимо тестировать и периодически пересматривать через личный опыт. Фритьоф Капра утверждал, что самоорганизация плохо признается в научной сфере психологии и системе образования. Она может иметь форму учебной беседы, диалога между учащимися или мысленного диалога у одного ученика.

### Дорожное движение

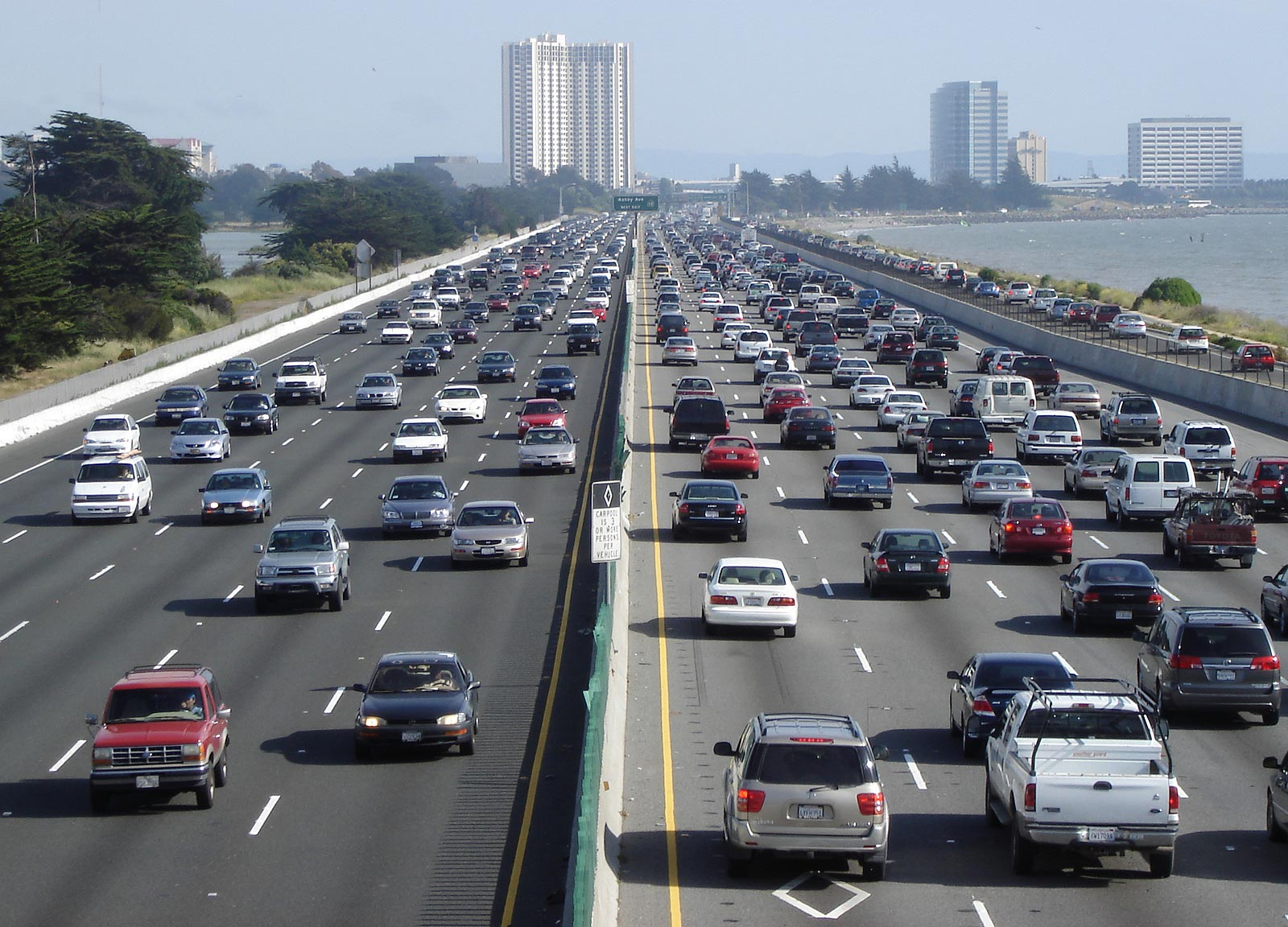
Синхронный транспортный поток

Самоорганизующееся поведение водителей в транспортном потоке определяет практически все пространственно-временные характеристики движения, такие как срыв движения на узком месте автомагистрали, пропускная способность магистрали и возникновение пробок. В 1996—2002 гг. эти сложные самоорганизующиеся эффекты были объяснены теорией трехфазного движения Бориса Кернера.

### В лингвистике
Порядок возникает спонтанно в эволюции языка по мере того, как индивидуальное и популяционное поведение взаимодействует с биологической эволюцией.

### Финансирование научных исследований

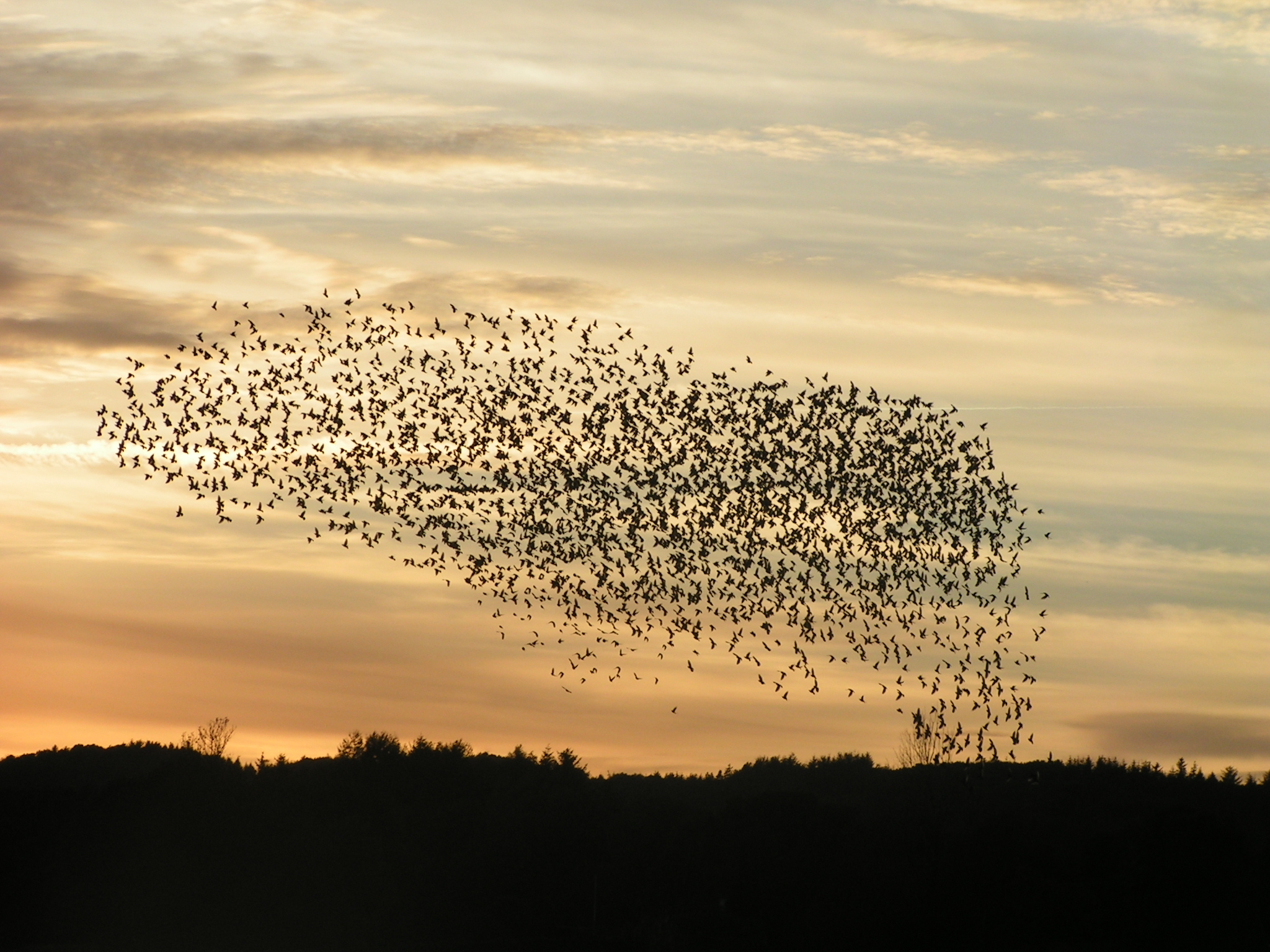
Стаи птиц — пример самоорганизации в биологии.

Самоорганизованное распределение финансирования (SOFA) — это метод распределения финансирования научных исследований. В этой системе каждому исследователю выделяется равный объем финансирования, и он обязан анонимно выделять часть своих средств на исследования других. Сторонники SOFA утверждают, что это приведет к такому же распределению финансирования, как в действующей системе грантов, но с меньшими накладными расходами. В 2016 году в Нидерландах началось тестирование проекта SOFA.

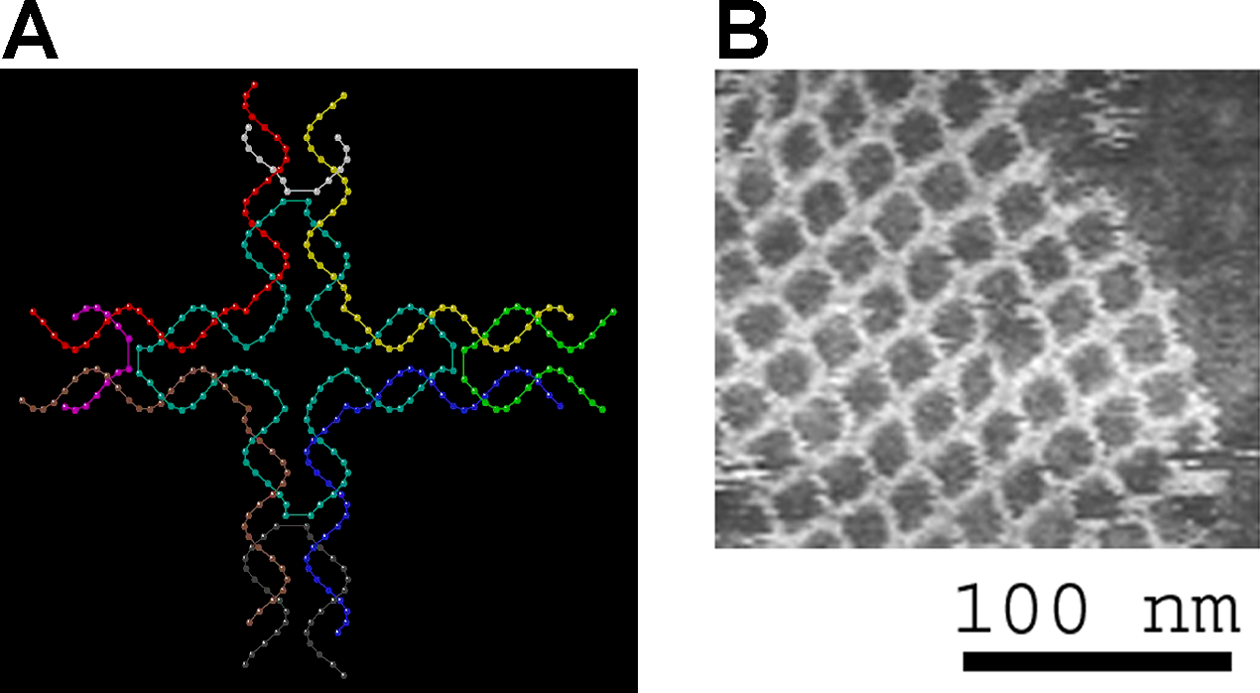
Структура ДНК, показанная слева, самособирается в структуру справа.

## Диссипативная самоорганизация (синергетический подход)
Определение, данное Г. Хакеном в 1980-е гг. в рамках синергетики:
«Самоорганизация — процесс упорядочения (пространственного, временного или пространственно-временного) в открытой системе, за счёт согласованного взаимодействия множества элементов её составляющих».
Характеристики системы:

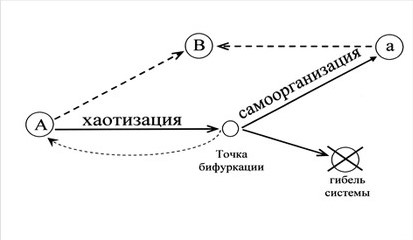

- открытая (наличие обмена энергией/веществом с окружающей средой);
- содержит неограниченно большое число элементов (подсистем);
- имеется стационарный устойчивый режим системы, в котором элементы взаимодействуют хаотически (некогерентно).

Характеристики процесса:
- интенсивный обмен энергией/веществом с окружающей средой, причём совершенно хаотически (не вызывая упорядочение в системе);
- макроскопическое поведение системы описывается несколькими величинами — параметром порядка и управляющими параметрами (исчезает информационная перегруженность системы);
- имеется некоторое критическое значение управляющего параметра (связанного с поступлением энергии/вещества), при котором система спонтанно переходит в новое упорядоченное состояние (переход к сильному неравновесию);
- новое состояние обусловлено согласованным (когерентным) поведением элементов системы, эффект упорядочения обнаруживается только на макроскопическом уровне;
- новое состояние существует только при безостановочном потоке энергии/вещества в систему. При увеличении интенсивности обмена система проходит через ряд следующих критических переходов; в результате структура усложняется вплоть до возникновения турбулентного хаоса.

Для однозначности определения термина, его связи с характеристиками системы и процесса, как правило, делается ссылка на один из трёх стандартных примеров самоорганизации:
- лазер — пространственное упорядочение;
- ячейки Рэлея — Бенара — пространственное упорядочение;
- реакция Белоусова — Жаботинского — пространственно-временное упорядочение;

Нобелевский лауреат Илья Пригожин создал нелинейную модель реакции Белоусова — Жаботинского, так называемый брюсселятор. Так как для возникновения упорядочения в таких системах необходим приток энергии или отток энтропии, её диссипация, Пригожин назвал эти системы диссипативными. Вследствие нелинейности, наличия более одного устойчивого состояния в этих системах, в них не выполняется ни второе начало термодинамики, ни теорема Пригожина о минимуме скорости производства энтропии. Однако существуют примеры пространственно-временных диссипативных структур — автоволны ламинарного горения и тепловые волны (автоволны) в слое неподвижного катализатора, для которых полное производство энтропии в системе является функционалом автоволнового решения задачи (термодинамической функцией Ляпунова). А его минимум соответствует физически содержательному решению задачи.
По аналогии описания самоорганизующихся систем с фазовыми переходами диссипативная самоорганизация получила название фазового перехода в неравновесной системе.
Методы синергетики были использованы практически во всех научных дисциплинах: от физики и химии до социологии и филологии. Градообразование и нейронные сети описаны как диссипативные структуры. В последнее время практически исчезло использование первоначально необходимого математического аппарата нелинейных уравнений. Это привело к тому, что любая система естественного происхождения, не принадлежащая компетенции равновесной термодинамики, стала рассматриваться как самоорганизованная.

## Консервативная самоорганизация (супрамолекулярная химия и фазовые переходы)
Изучение вещества в наносостоянии, образование сложной структуры в процессе кристаллизации без внешнего воздействия также потребовало описания этих явлений как самоорганизации. Но, в отличие от синергетического подхода, эти явления происходят в условиях, близких к термодинамическому равновесию.
Таким образом, равновесные фазовые переходы, такие как кристаллизация, также оказались самоорганизацией. Для устранения путаницы, феномен упорядочения в равновесных условиях часто определяют как консервативная самоорганизация.

## Континуальная самоорганизация (концепция эволюционного катализа)
Концепция эволюционного катализа, разработанная А. П. Руденко, является альтернативной концепцией самоорганизации для биологических систем. В отличие от когерентной самоорганизации в диссипативных системах с большим числом элементов (макросистем), рассматривается континуальная самоорганизация для индивидуальных (микро-) систем. В рамках данного подхода определяется, что самоорганизация как саморазвитие системы происходит за счёт внутренней полезной работы против равновесия. Прогрессивная эволюция с естественным отбором возможна только как саморазвитие континуальной самоорганизации индивидуальных систем.

## Некоторые макроэффекты
- Эффект «текучего клина»
- Столбчатая отдельность базальтов
- Реакция Белоусова — Жаботинского